# HD 4203 b
HD 4203 b – gazowy olbrzym krążący wokół starej gwiazdy HD 4203. Jest to planeta cięższa i większa od Jowisza, poruszająca się po silnie wydłużonej orbicie, raz znajdując się blisko swojej gwiazdy, a raz oddalając się od niej. Planeta została odkryta w 2001 roku przy użyciu Teleskopów Kecka.